# バナナ・スプリッツ
バナナ・スプリッツ（The Banana Splits）は、アメリカのバラエティ番組。制作は、ハンナ・バーベラ・プロダクション。

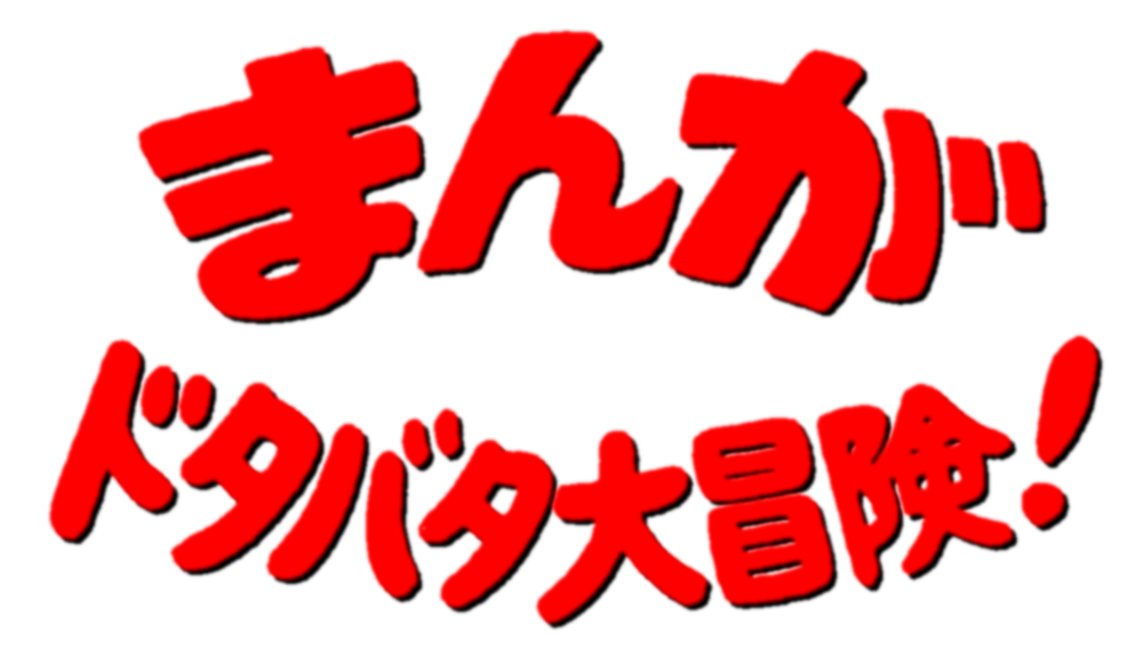
バナナスプリッツの日本語版タイトルロゴ

## 概要
アメリカでは、1968年9月7日にNBCでの放送が始まり、1970年9月5日をもって終了した。
このショーでは、アニメパート、歌パート、着ぐるみによる実写パートなどで構成されていた。
日本では、東京12チャンネル⇒テレビ東京で『マンガ大冒険!ドタバタ30分』のタイトルで1970年12月1日から1971年6月29日まで（全31話）放送された（放送時間は火曜19時00分 - 19時30分）。
アメリカでは45分～48分の尺があり、日本では30分の尺で放送した。

## 登場人物
バナナスプリッツ
- フリーグル（Fleegle）：日本名　ワンチョ
演 - ジェフ・ウィンクレス、声 - ポール・ウィンチェル（下記の｢日本語版声優｣にはないが、吹替えは鈴木ヤスシ）
赤い蝶ネクタイをしている犬。
ギター、ボーカル担当
- ビンゴ（Bingo）：日本名　デッパッパ
演 - テレンス・H・ウィンクレス、声 - ドーズ・バトラー
ウェストコートを着たゴリラ。
ドラム、ボーカル担当
- ドルーパー（Drooper）：日本名　オモナーガ
演 - アンネ・W・ウィスロー、声 - アリアン・メルヴィン
眼鏡のライオン。
ベース、ボーカル担当
- スノーキー（Snorky）：日本名　ムックムク
演 - ジェームズ・ダヴとロバート・タワー、声 - ドン・メシック（下記の｢日本語版声優｣にはないが、吹替えは小原乃梨子）
眼鏡のゾウ。
キーボード、エフェクト担当

その他
- バナナ・バック（The Banana Vac）
声 - アリアン・メルビン
- クック・クロック（Cuckoo Clock）
声 - ポール・ウィンチェル
- グーフィー・ゴーファー（Goofy Gopher）
声 - ポール・ウィンチェル
- サワー・グレープ・パンチ（The Sour Grapes Bunch）
- ディリー・シスターズ（The Dilly Sisters）

## 日本語版声優
- 初代柳家かゑる（現：五代目鈴々舎馬風）
- 柳家小きん（現：6代目柳家つば女）
- 久野四郎
- 宮地晴子
- 西尾徳
- たてかべ和也
- 仲村秀生
- 村松康雄
- 加藤修 (現：加藤治)
- 水鳥鉄夫
- 田上和枝
- 神山卓三
- 高田竜二
- 木原規之
- 井上真樹夫
- 相川圭子

## 日本語版スタッフ
- 日本語版台本 - 佐藤一公
- 日本語版演出 - 好川阿津志
- 日本語版制作 - 東京12チャンネル（現：テレビ東京）、バイアコム・ジャパン[5]、千代田プロダクション

## 主題歌
The Tra La La Song (One Banana, Two Banana)
日本語版主題歌は、同じメロディーに日本語歌詞を付けたもの。主役4人の吹替え俳優が歌っていた。

## 映像ソフト化
日本での発売予定は無いが、このDVDは日本でも再生できる。
- The Banana Splits - Complete Season 1 [DVD] （リージョン2）

## 映画

### The Banana Splits in Hocus Pocus Park
アメリカで1972年11月25日にABCで放送されたテレビ映画。日本では未上陸。

### バナナ・スプリッツ・ホラー
アメリカでは、『ザ・バナナ・スプリッツ・ムービー（The Banana Spirits Movie）』という題で2019年7月18日に公開。日本では『バナナ・スプリッツ・ホラー（Banana Spirits Horror）』として2023年8月9日よりDVDレンタルおよびデジタル配信が開始される。